# Spalone Siodło

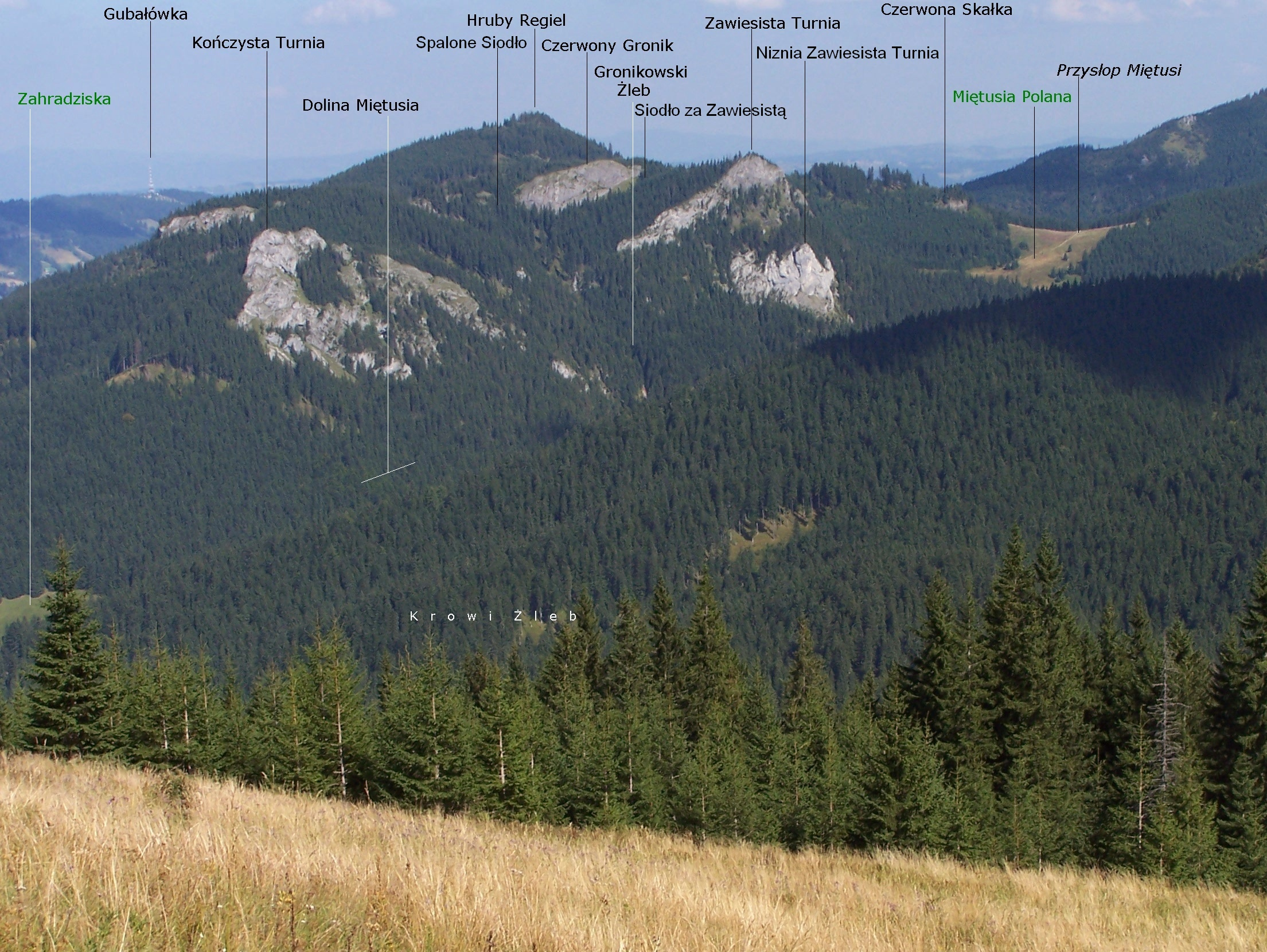

Spalone Siodło (ok. 1210 m) – szeroka i trawiasta przełęcz pomiędzy Kończystą Turnią (1248 m) a Czerwonym Gronikiem (1294 m) w polskich Tatrach Zachodnich. Z obydwu jej zboczy spadają żleby. W kierunku zachodnim na polanę Wyżnia Kira Miętusia opada spod przełęczy Żeleźniak o korycie głębokim i kamienistym, w jego górnej części znajduje się wiele młak i źródełek. W kierunku południowo-wschodnim opada Gładki Żleb będący orograficznie prawą odnogą Gronikowskiego Żlebu.
Na Spalone Siodło można bez trudności wyjść ze Ścieżki nad Reglami, żlebem z Wyżniej Kiry Miętusiej, z Czerwonego Gronika lub z Niżniego Stanikowego Siodła. Jest to jednak obszar zamknięty dla ruchu turystycznego.